# Oligyrtos
Der Oligyrtos (griechisch Ολίγυρτος) ist ein Gebirgsstock im Nordosten des Peloponnes in Griechenland. Er erstreckt sich rund 35 Kilometer von Nordost nach Südwesten und ist ungefähr 25 Kilometer breit. Teile werden auch als Lyrkio bezeichnet. Der höchste Gipfel ist der Skipiza mit 1935 m. Weitere Erhebungen sind: Gkrimini (1831 m), Parnias (1800 m), Skiathis (1777 m) und Mavrovouni (1695 m). Diese Gebirge bildet die Grenzen zwischen den Regionen Arkadien, Korinthia und Argolis. 

## Entstehung
Durch die Subduktion der Afrikanischen Platte unter die Ägäische Platte wurden die Gebirge des Peloponnes aufgefaltet. Das Oligyrtos-Massiv bildet dabei zusammen mit dem Kyllini (Ziria) und Aroania im Norden den nördlichsten von drei Gebirgsriegeln, die den Peloponnes gliedern. Die nördliche Grenze des Oligyrtos ist die Hochebene Stymfalia, in die das Gebirge nach Norden auch entwässert. Diese Nordhänge sind mit Griechischen Tannen bewaldet.
Im Südwesten liegt das Mainalo-Gebirge (Μαίναλο), während sich im Süden das Trachy-Gebirge anschließt und das Chelmos (Aroania)-Gebirge im Nordwesten.

## Vegetation
Die Vegetation besteht größtenteils aus Grasland und Phrygana, in höheren Lagen finden sich auch Steppen oder Kiefern. Nach Süden hin entwässern die Bäche in die Ebene von Kandila.

## Besiedlung
Aufgrund seiner zerklüfteten Geographie gibt es im Umkreis nur kleine Dörfer. Die wichtigsten sind:
Stymfalia im Norden, Skoteini und Kandila im Süden, sowie Levidi und Feneos im Westen.
Am Berg liegt das Kloster Agios Nikolaos.
Die Nationalstraße 7 (E 65) durchquert das Massiv durch den Tunnel von Artemisi bei Neochori (Ausfahrt 7).